# Melitaea perlini
Melitaea perlini är en fjärilsart som beskrevs av Turati 1905. Melitaea perlini ingår i släktet Melitaea och familjen praktfjärilar. Inga underarter finns listade i Catalogue of Life.